# Esra Şencebe
Esra Şencebe (Malatya, 21 de desembre de 1981) és una jugadora de bàsquet turca. Şencebe era jugadora del Galatasaray quan aquest club va guanyar la copa de la temporada 2008-2009 de la FIBA EuroCup femenina.